# Regeringen Paasio I
Regeringen Paasio I var Republiken Finlands 50:e regering. Fyra partier ingick: SDP, Centerpartiet, ASSF och DFFF. Ministären regerade från 27 maj 1966 till 22 mars 1968 - i 666 dygn. Bland folkdemokraterna användes beteckningen folkfrontsregering men socialdemokraterna föredrog "samarbetsregering med bred bas".
Regeringen initierade flera reformer; av dessa togs partistödet i bruk redan från början av år 1967. En av de mest betydande reformerna initierade av regeringen Paasio var grundskolan som sedan infördes under 1970-talet.

## Ministrar
| Minister                                                                                           | Ämbetsperiod                                              | Parti   |
| -------------------------------------------------------------------------------------------------- | --------------------------------------------------------- | ------- |
| Statsminister Rafael Paasio Reino Oittinen, ställföreträdare                                       | 27 maj 1966–22 mars 1968 27 maj 1966–22 mars 1968         | SDP     |
| Utrikesminister Ahti Karjalainen                                                                   | 27 maj 1966–22 mars 1968                                  | Centern |
| Justitieminister Aarre Simonen                                                                     | 27 maj 1966–22 mars 1968                                  | ASSF    |
| Inrikesminister Martti Viitanen Antero Väyrynen                                                    | 27 maj 1966–30 november 1967 1 december 1967–22 mars 1968 | SDP     |
| Minister i inrikesministeriet Sulo Suorttanen                                                      | 27 maj 1966–27 mars 1968                                  | Centern |
| Försvarsminister Sulo Suorttanen                                                                   | 27 maj 1966–22 mars 1968                                  | Centern |
| Finansminister Mauno Koivisto Eino Raunio                                                          | 27 maj 1966–31 december 1967 1 januari 1968–22 mars 1968  | SDP     |
| Minister i finansministeriet Ele Alenius                                                           | 27 maj 1966–22 mars 1968                                  | DFFF    |
| Undervisningsminister Reino Oittinen                                                               | 27 maj 1966–22 mars 1968                                  | SDP     |
| Jordbruksminister Nestori Kaasalainen                                                              | 27 maj 1966–22 mars 1968                                  | Centern |
| Minister i jordbruksministeriet Lars Lindeman                                                      | 27 maj 1966–22 mars 1968                                  | SDP     |
| Minister för kommunikationsväsendet och allmänna arbetena Leo Suonpää                              | 27 maj 1966–22 mars 1968                                  | DFFF    |
| Minister i ministeriet för kommunikationsväsendet och allmänna arbetena Niilo Ryhtä Matti Kekkonen | 27 maj 1966–31 augusti 1967 8 september 1967–22 mars 1968 | Centern |
| Handels- och industriminister Olavi Salonen                                                        | 27 maj 1966–22 mars 1968                                  | SDP     |
| Socialminister Matti Koivunen                                                                      | 27 maj 1966–22 mars 1968                                  | DFFF    |
| Minister i socialministeriet Esa Timonen Toivo Saloranta                                           | 27 maj 1966–31 augusti 1967 8 september 1967–22 mars 1968 | Centern |